# Liste des gouverneurs du kraï du Kamtchatka
Le gouverneur du kraï du Kamtchatka est le chef du pouvoir exécutif du kraï du Kamtchatka en Russie. Il est élu au suffrage universel direct à deux tours. Le poste de gouverneur du kraï du Kamtchatka a été créé lors de la création du kraï du Kamtchatka le 1er juillet 2007 à la suite de l'unification de l'oblast du Kamtchatka et du district autonome des Koriaks.
Le gouverneur actuel est Vladimir Solodov de Russie unie, qui a pris ses fonctions le 3 avril 2020.

## Gouverneurs du Kamtchatka
| No                                     | Image                | Gouverneur                       | Début de mandat      | Fin de mandat        | Party                | Party                | Élection             |
| Oblast du Kamtchatka                   | Oblast du Kamtchatka | Oblast du Kamtchatka             | Oblast du Kamtchatka | Oblast du Kamtchatka | Oblast du Kamtchatka | Oblast du Kamtchatka | Oblast du Kamtchatka |
| -------------------------------------- | -------------------- | -------------------------------- | -------------------- | -------------------- | -------------------- | -------------------- | -------------------- |
| 1                                      |                      | Vladimir Birioukov (1933-2021)   | 16 novembre 1991     | 28 décembre 2000     |                      | Indépendant          | 1996                 |
| 2                                      |                      | Mikhaïl Machkovtsev (1947-2022)  | 28 décembre 2000     | 23 mai 2007          |                      | KPRF                 | 2000 2004            |
| —                                      |                      | Alekseï Kouzmitski (né en 1967)  | 23 mai 2007          | 1er juillet 2007     |                      | Russie unie          |                      |
| Kraï du Kamtchatka                     |                      |                                  |                      |                      |                      |                      |                      |
| 3                                      |                      | Alekseï Kouzmitski (né en 1967)  | 2 juillet 2007 –     | 25 février 2011      |                      | Russie unie          | 2007*                |
| 4                                      |                      | Vladimir Ilioukhine (né en 1961) | 25 février 2011 –    | 13 mai 2015          |                      | Russie unie          | 2011* 2015           |
| —                                      | 13 mai 2015 –        | Vladimir Ilioukhine (né en 1961) | 22 septembre 2015    |                      |                      | Russie unie          | 2011* 2015           |
| (4)                                    | 22 septembre 2015    | Vladimir Ilioukhine (né en 1961) | 3 avril 2020         |                      |                      | Russie unie          | 2011* 2015           |
| —                                      |                      | Vladimir Solodov (né en 1982)    | 3 avril 2020         | 21 septembre 2020    |                      | Russie unie          | 2020                 |
| 5                                      | 21 septembre 2020    | Vladimir Solodov (né en 1982)    | en cours             |                      |                      | Russie unie          | 2020                 |
| *élections par l'Assemblée législative |                      |                                  |                      |                      |                      |                      |                      |

## Mode d'élection
Le gouverneur est élu tous les 5 ans par la population du kraï du Kamtchatka, au suffrage universel uninominal à deux tours.